# Clorita
Clorita es el nombre genérico de unos aluminosilicatos, del grupo de los filosilicatos, en algunos de los cuales predomina el hierro, mientras que en otros es más importante la proporción de manganeso y de otros metales.
El término clorita procede del griego cloros, que significa verde, en alusión al color predominante en todos los minerales de este grupo.
Son minerales de origen metamórfico que cristalizan en el sistema monoclínico y que se encuentran en forma de láminas flexibles de color verde. Se forman por transformación y alteración de la augita, la biotita y la hornblenda.

## Minerales del grupo de las cloritas
Los minerales más comunes del grupo son el clinocloro, la pennantita o la chamosita, aunque se han descrito gran cantidad de ellos: 
| Baileycloro   | (Zn,Fe+2,Al,Mg)6(Al,Si)4O10(OH)8      |
| Chamosita     | (Fe,Mg)5Al(Si3Al)O10(OH)8             |
| Clinocloro    | (Mg,Fe2+)5Al(Si3Al)O10(OH)8           |
| Cookeíta      | LiAl4(Si3Al)O10(OH)8                  |
| Donbassita    | Al2[Al2,33][Si3AlO10](OH)8            |
| Gonyerita     | (Mn,Mg)5(Fe+3)2Si3O10(OH)8            |
| Nimita        | (Ni,Mg,Al)6(Si,Al)4O10(OH)8           |
| Odinita       | (Fe,Mg,Al,Fe,Ti,Mn)2,4(Al,Si)2O5(OH)4 |
| Ortochamosita | (Fe+2,Mg,Fe+3)5Al(Si3Al)O10(O,OH)8    |
| Pennantita    | (Mn5Al)(Si3Al)O10(OH)8                |
| Ripidolita    | (Mg,Fe,Al)6(Al,Si)4O10(OH)8           |
| Sudoíta       | Mg2(Al,Fe)3Si3AlO10(OH)8              |
Yacimiento
- Sitio de la Universidad a Distancia con información sobre el grupo de las cloritas Archivado el 26 de marzo de 2008 en Wayback Machine.
- Galería de minerales clorita
- Información de la clorita

- Datos: Q427254
- Multimedia: Chlorite / Q427254